# Шивр
Шивр (фр. Chivres) насеље је и општина у источном делу централне Француске у региону Бургоња, у департману Златна обала која припада префектури Бон.
По подацима из 2011. године у општини је живело 267 становника, а густина насељености је износила 32,44 становника/km². Општина се простире на површини од 8,23 km². Налази се на средњој надморској висини од 182 метара (максималној 204 m, а минималној 173 m).

## Демографија
| 1962. | 1968. | 1975. | 1982. | 1990. | 1999. | 2011. |
| ----- | ----- | ----- | ----- | ----- | ----- | ----- |
| 210   | 240   | 216   | 224   | 195   | 207   | 267   |

График промене броја становника у току последњих година